# تورستن نيستروم
تورستن نيستروم هو لاعب رماية سويدي، ولد في 11 يوليو 1878 في غوتنبرغ في السويد، وتوفي في 13 سبتمبر 1953.

## وصلات خارجية
- تورستن نيستروم على موقع اللجنة الأولمبية الدولية (الإنجليزية)
- تورستن نيستروم على موقع أوليمبيديا (الإنجليزية)
- تورستن نيستروم على موقع اللجنة الأولمبية السويدية (السويدية)